# Pilar Cossío
Pilar Gómez Cossío (Obeso, 15 de enero de 1950) es una artista plástica española. Es una referencia consolidada del arte contemporáneo español, que vive desde los 20 años fuera de su país.

## Biografía
Nace en el pequeño municipio cántabro de Obeso y pasa sus primeros 20 años en Santander. Muy pronto muestra su pasión por el Arte, más concretamente por el dibujo y la pintura. Deja su tierra natal en 1970 para estudiar Filosofía y Letras en la Universidad de Barcelona, obteniendo la licenciatura en 1976. Ese el mismo año, se traslada a Italia, dónde se gradúa en pintura en la Escuela de Bellas Artes de Florencia.
En 1981 viaja a Egipto para realizar su tesis en la Universidad de al-Azhar de El Cairo, sobre los frescos Omeyas en el Palacio califal de Qusair Amra en el desierto de Jordania.
De 1989 a 1991 reside en Londres, seleccionada, junto con los artistas plásticos Txomin Badiola y Darío Urzay, por The Delfina Studios Trust.
En 1992 regresa a Italia, después de obtener la beca Premio de Roma de pintura de la Academia Española de Bellas Artes de Roma, junto a los pintores Antonio Maya Cortés, Juan Luis Moraza y María Gómez.
Posteriormente se traslada a Turín y comienza a trabajar con la Galería de Arte Paolo Tonin. Influenciada por el ambiente intelectual y artístico de la ciudad, su lenguaje se desarrolla y toma un nuevo rumbo. Nacen entonces las primeras obras en torno al objeto y al espacio. En este periodo turinés publica el libro Rive Side, en colaboración con Nadia Fusini y Juan Manuel Bonet.
Se aleja de la pintura, abandonando los medios tradicionales para explorar nuevos lenguajes, nuevos soportes y nuevas tecnologías. Explora y trabaja el ready-made, el fotomontaje, el collage y realiza las primeras instalaciones artísticas, incorporando definitivamente nuevos lenguajes a su particular universo creativo e intelectual.
Ha trabajado con destacados músicos de jazz, como Paolo Fresu, Furio di Castri y Antonello Salis, realizando conjuntamente proyectos en los que la música y la pintura tenían una sola voz.
En el año 2000 Pilar Cossio deja Turín para trasladarse a Paris. Allí, su trabajo se desarrolla plenamente, poniendo de manifiesto los resultados de la investigación de su época turinesa. Su búsqueda en torno a la luz y al espacio da lugar a obras de gran contenido poético y conceptual. Entre ellas, “Pavanne”, “Luogo”, “Bureau pour femmes” y “Saute mortel”. Galería Weiller (2000) y Galería Juan Silió (2005).

## Museos y Colecciones
- Delfina Studios Trust Foundation, Londres, Inglaterra
- Fundación Marcelino Botín. Santander, España.
- Academia Española de Bellas Artes de Roma, Arquitectura y Arqueología. Roma, Italia.
- Colección Ministerio de Asuntos Exteriores, Madrid, España.
- Colección Abadía de Spinetto, Sarteano, Siena, Italia.
- Colección Amrouche Pierre. Paris.
- Colección “Time in Jazz”, Berchidda (ss), Italia.[16]
- Colección Los Bragales Arte Contemporáneo, España.
- Galleria Comunale d’Arte Moderna de San Gimignano, Siena, Italia.
- Pinacoteca de Subiaco, Monasterio de Santa Escolástica, Roma, Italia.
- Miler Tihomir Collection, Lugano, Suiza.
- Colección Puertos de Estado (Ministerio de obras públicas), Madrid, España.
- Colección de Arte de Setelsa, Cantabria.
- Academia de Bellas Artes, Florencia, Italia.
- Museo Cívico, Sassoferrato, Ancona, Italia.
- Mugar Collection, Boston University, Boston, Estados Unidos.
- Carol Golberg Collection, Nueva York, Estados Unidos.
- Museo de la Real Academia de Bellas Artes de San Fernando, Madrid, España.
- Colección Puerto de Santander, Santander, España.
- Colección Norte, Gobierno de Cantabria, Santander. España.
- Colección Industrias Hergom, Cantabria, España.
- Fundación Colegio del Rey, Alcalá de Henares, Madrid, España.
- Asociación Canaria Amigos del Arte Contemporáneo, Santa Cruz de Tenerife, España.
- Festival Internacional de Santander (FIS), Santander, España,(fondo de arte).
- Museo de Arte Moderno y Contemporáneo de Santander y Cantabria, España.
- Consejería de Cultura, Gobierno de Cantabria, Santander, España.
- Colección Caja Cantabria, Santander, España.
- Colección Adelphi. Padua, Italia.
- Colección Pina. Nápoles, Italia.
- Colección Michel Steinberger. Los Ángeles. EE. UU.
- Colección Weiser. Bruselas. Bélgica.
- Tower Theater. Miami. USA
- Hotel Drouot Montaigne - La Force de L'esprit, Paris.[17]

## Premios y Becas
- 1976 Beca de la Diputación de Cantabria para ingresar en la Escuela de Bellas Artes de Florencia. Italia.
- 1980 Academia de Bellas Artes de Florencia y Universidad Al-Ashar de El Cairo: Realización de la Tesis “Frescos Omeyas en el palacio Califal de Qusayr’Amra, desierto de Jordania”.
- 1981 Escuela de Grabado S. Reparata. Con Gattusso Lomonte. Florencia. Italia.
- 1987 Premio de Pintura “Piccola Europa”, Universidad de Urbino, Italia.
- 1988/90 Residencia en The Delfina Studios Trust, Londres, Inglaterra.
- 1991/92 Premio de Roma. Residencia en la Escuela de Bellas Artes de Roma, Ministerio de Asuntos Exteriores, Roma, Italia.
- 1995 Realización de un Mural para el Festival de Jazz de Berchidda, SS. Italia.
- 2002 Ministerio de Industria y Medio Ambiente: Escultura, Proyecto ecológico para todos los Ayuntamientos de España.